# Vresse-sur-Semois
Vresse-sur-Semois (wa. Vresse) – miejscowość i gmina w południowo-wschodniej Belgii, w Regionie Walońskim, w prowincji Namur, w okręgu Dinant. 1 stycznia 2024 roku liczyła 2470 mieszkańców. Leży nad rzeką Semois, przy granicy z Francją.  

## Podział administracyjny
W skład gminy wchodzi jedenaście dzielnic (section):
- Alle
- Bagimont
- Bohan
- Chairière
- Laforêt
- Membre
- Mouzaive
- Nafraiture
- Orchimont
- Pussemange
- Sugny

## Współpraca
Miejscowość partnerska:
- Middelkerke, Flandria Zachodnia